# Леопольдув (Ліпський повіт)
Леопольдув (пол. Leopoldów) — село в Польщі, у гміні Ліпсько Ліпського повіту Мазовецького воєводства.
Населення — 109 осіб (2011).
У 1975-1998 роках село належало до Радомського воєводства.

## Демографія
Демографічна структура станом на 31 березня 2011 року:
|          | Загалом | Допрацездатний вік | Працездатний вік | Постпрацездатний вік |
| -------- | ------- | ------------------ | ---------------- | -------------------- |
| Чоловіки | 58      | 6                  | 43               | 9                    |
| Жінки    | 51      | 13                 | 26               | 12                   |
| Разом    | 109     | 19                 | 69               | 21                   |